# Fredrik Barth

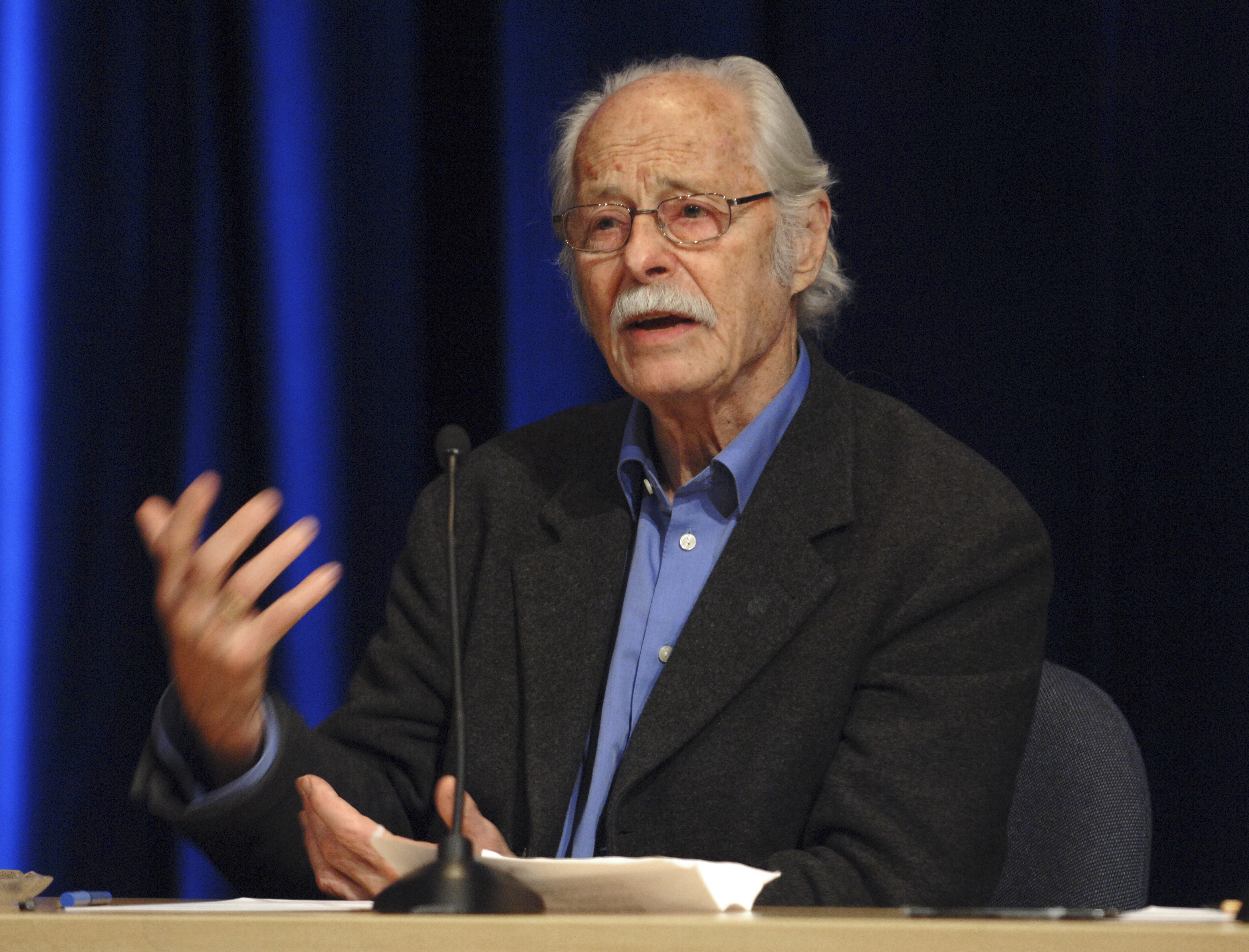

Fredrik Barth (Leipzig, 22 december 1928 - Oslo, 24 januari 2016) was een Noorse antropoloog die verschillende etnografische onderzoeken heeft gedaan in Soedan, Pakistan en Indonesië.
Barth was tevens de redacteur van het in de antropologie zeer invloedrijke werk Ethnic Groups and Boundaries (1969), waarin hij de categorisering van etnische groepen verschoof vanuit een cultuurgebonden en etnohistorisch perspectief naar een perspectief waarin etnische grenzen en het behoud van die grenzen belangrijk zijn. Volgens Barth is het een misvatting te denken dat de cultuurdragende eigenschap het hoofdkenmerk van etnische groepen is. Etnische groepen zijn uit zichzelf groepen waaraan aan sommigen het lidmaatschap wordt toegekend en waar een groep zich mee identificeert. Barth behandelt de etniciteit dus van binnenuit in plaats van van buiten. Etniciteit is dat wat een individu de basisidentiteit geeft (basic, most general identity).
- Bibsys: 90067396
- Bibliothèque nationale de France: cb120528930 (data)
- CiNii: DA01638786
- Gemeinsame Normdatei: 11916292X
- International Standard Name Identifier: 0000 0001 0932 6275
- Library of Congress Control Number: n79109813
- Nationale Bibliotheek van Letland: 000086083
- Nationale Bibliotheek van Tsjechië: jo2006346216
- Nationale Bibliotheek van Israël: 987007274964505171
- Nederlandse Thesaurus van Auteursnamen: 070115869
- Istituto Centrale per il Catalogo Unico: CFIV081658
- LIBRIS: 176853
- Système universitaire de documentation: 02875901X
- Trove: 790482
- Virtual International Authority File: 109146243
- WorldCat: E39PBJkHpPttpQf64DYRptyDbd